# New Era Publications

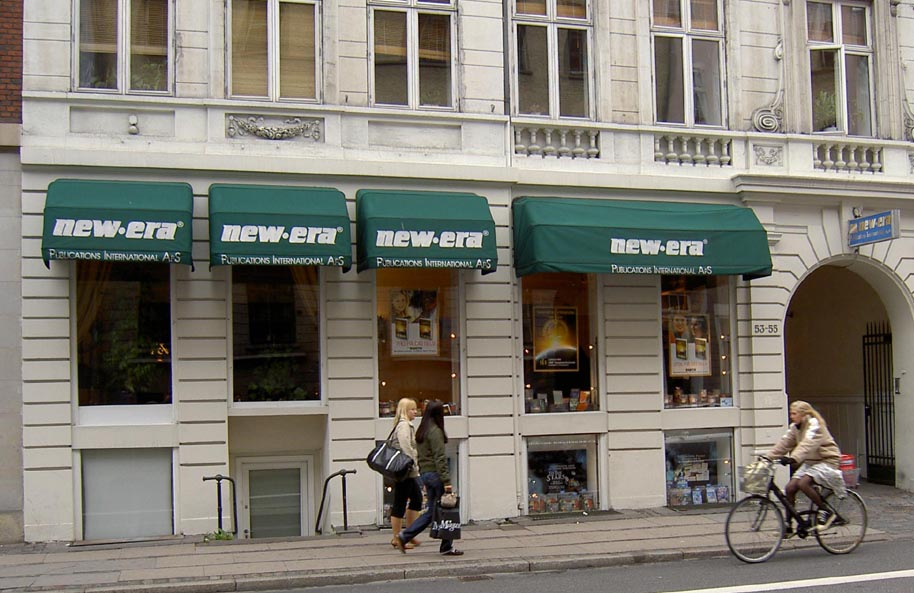
New Era Publications International ApS in Kopenhagen

New Era Publications (dt. Neues Zeitalter) ist ein Verlagshaus im dänischen Kopenhagen. Es veröffentlicht die Schriften L. Ron Hubbards, des Gründers von Scientology.
Das bekannteste Buch des Verlags ist „Dianetik, Leitfaden für den Menschlichen Verstand“, daneben gibt es Selbsthilfebücher wie „Die Wissenschaft des Überlebens“, Sachbücher und auch Romane wie den Science-Fiction-Dreiteiler Battlefield Earth. „Mission Erde“, eine satirische Zurschaustellung irdischer Verhältnisse aus der Sicht einer anderen Galaxie in 10 Bänden, gilt dem Verlag als Höhepunkt der schriftstellerischen Karriere Hubbards.
New Era Publications hat sich zur Aufgabe gestellt, die Literatur in möglichst vielen Sprachen zu veröffentlichen. Viele Schriften Hubbards sind so heute in über 38 Sprachen erhältlich.
Durch ständige Rück-Übersetzungen, Vergleiche und Korrekturen von verschiedenen Sprachausgaben soll der Text in der neuen Sprache exakt die Bedeutung wiedergeben, wie sie im ursprünglichen Text enthalten ist.
Die New Era Deutschland GmbH ist für Deutschland zuständig, New Era Publications International ApS mit Sitz in Kopenhagen weltweit (außer USA). Beide sind Töchter von Bridge Publications, Inc. in Los Angeles, von wo aus die Schriften Hubbards in den USA vertrieben werden.